# Censored
Censored és una col·lecció d'obres d'art impulsada per l'empresari i periodista Tatxo Benet que aplega més d'un centenar de peces que havien quedat condemnades al silenci i a la invisibilitat després d'haver patit la censura per motius polítics, religiosos, socials, morals o culturals. En la seva majoria, les obres de Censored van ser creades durant la segona meitat de segle XX i el segle XXI, i es tracta de pintures, escultures, instal·lacions, gravats, fotografies i peces audiovisuals.
Tot i que la peça que va inaugurar Censored va ser Presos polítics a l'Espanya contemporània de Santiago Sierra, la col·lecció no es compromet amb cap opció política. La vocació de la col·lecció és internacional, plural i transversal, i pretén provocar un exercici de tolerància en el públic. Segons Benet: «Això va més enllà d'una determinada ideologia, la col·lecció tracta de defensar la democràcia, les llibertats, els drets fonamentals i la creativitat. És cert que algunes de les obres de la col·lecció poden ser desagradables o generar incomoditat, però tolerar el que difereix dels nostres valors és un primer pas per aprofundir en la llibertat».
L'any 2020, es van mostrar per primera vegada trenta-dues obres de forma reunida al Centre d'Art la Panera i al Museu de Lleida sota el títol Línies vermelles. La censura a la col·lecció de Tatxo Benet. Hi eren presents Shark de David Černý que representa Saddam Hussein dins una peixera, la instal·lació Always Franco d'Eugenio Merino amb el dictador ficat en una nevera de Coca-Cola, els gravats de Pablo Picasso reprovats per l'Església ortodoxa russa, un pallasso de McDonald's crucificat de Jani Leinonen o una escultura de peces de Lego feta per l'artista xinès Ai Weiwei, entre d'altres.

## Històries de censura i repressió

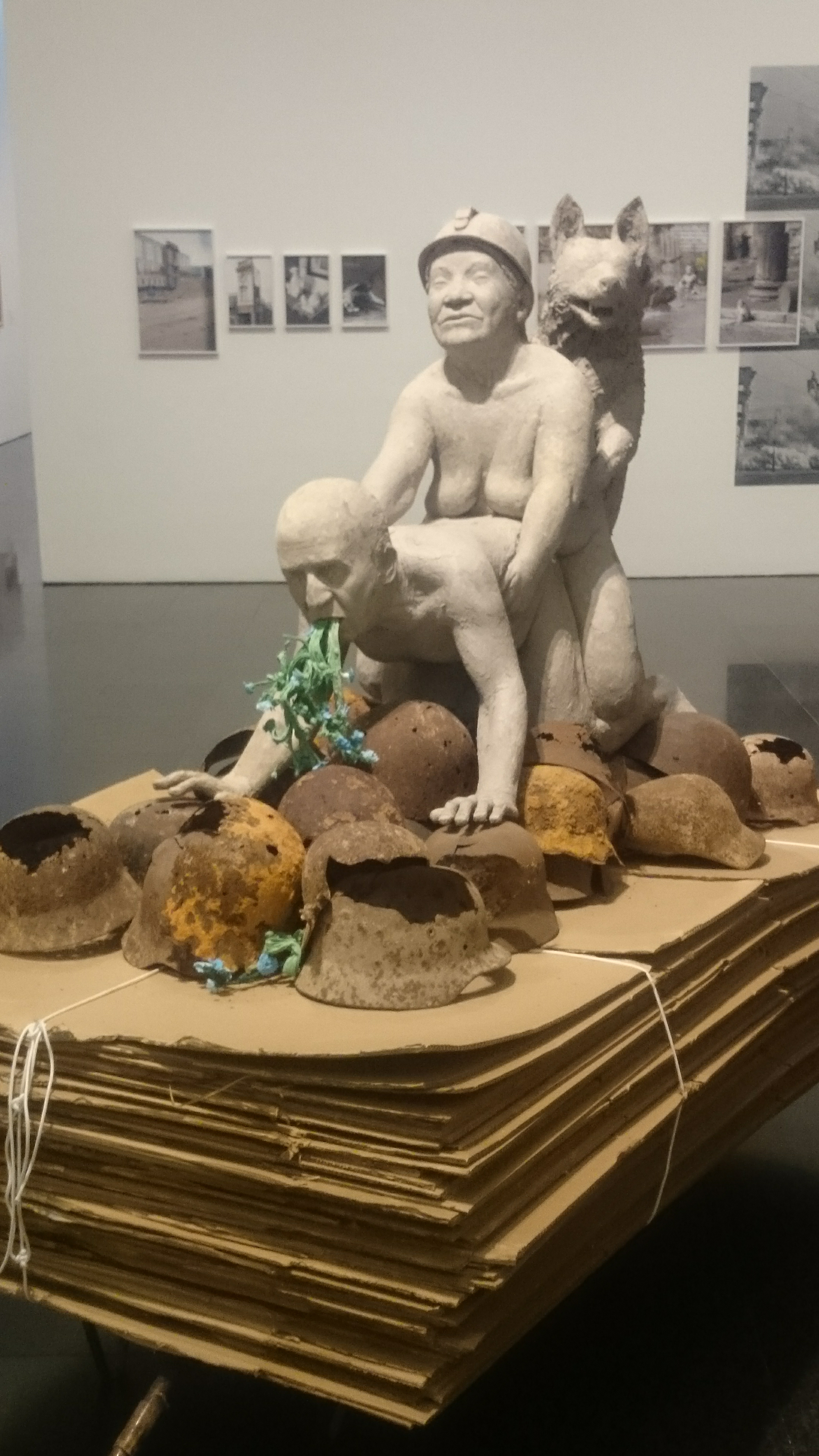
Haute couture 04 transport

A Censored cada obra té la seva història. Algunes van fer la volta al món com la monumental Partenón de libros de Marta Minujín; d'altres van canviar la directiva d'un museu com la peça Not dressed for conquering d'Ines Doujak (que va comportar la dimissió de Bartomeu Marí, aleshores director del Museu d'Art Contemporani de Barcelona); i d'altres han provocat manifestacions i aldarulls, com la instal·lació Silence Bleu de Zoulikha Bouabdellah formada per estores per resar i stilettos que homenatja la fermesa de les dones àrabs.
Totes les peces de Censored han topat amb la prohibició i amb els límits de la llibertat d'expressió, algunes de manera frontal i violenta, i d'altres d'una manera més subtil però igual de perjudicial. El curtmetratge de ciència-ficció Nation Estate de Larissa Sansour n'és una bona mostra. La peça és una distopia humorística sobre el dret a la terra a Palestina, i l'artista nascuda a Jerusalem el 1977 va quedar finalista del Prix Elysée, guardó que no va guanyar perquè l'empresa Lacoste, que fins aleshores patrocinava el premi, va considerar que el treball de Sansour no s'ajustava a les bases del premi i la va desclassificar.
Una de les peces més commovedores de la col·lecció és Statue of a girl of peace, dels artistes i activistes coreans Kim Eun-sung i Kim Seu-kyung. L'escultura homenatja el record de les joves esclaves sexuals coreanes que durant la Segona Guerra Mundial foren ofertes als soldats japonesos. La primera d'aquestes escultures es va realitzar al 2011 per a situar-la davant de l'ambaixada del Japó a Seül. No obstant això, l'any 2015 Japó va negar la seva compensació econòmica per crear una fundació d'ajuda a aquestes dones llevat que es retirés l'obra de l'ambaixada. Però l'escultura no es va retirar. Avui en dia d'aquestes escultures n'hi ha instal·lades 104 i són considerades un monument de pau.
La col·lecció compta amb obres censurades d'Andres Serrano, Núria Güell, Robert Mapplethorpe, Francisco de Goya, Illma Gore, Abel Azcona, Mounir Fatmi, Yoshua Okón, Amina Benbouchta, Tania Bruguera, León Ferrari, David Wojnarowicz, Manal Al Dowayan, Zehra Doğan o María Evelia Marmolejo, entre d'altres. També inclou un grup específic d'obres d'Antoni Tàpies, Daniel García Andújar o Joan Fontcuberta que examinen les estratègies repressores contra l'art.